# Andrew Gillum

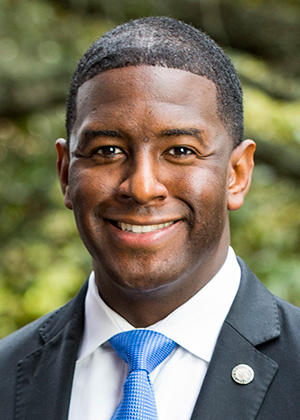
Andrew Gillum (2014)

Andrew Demese Gillum (* 26. Juli 1979 in Miami) ist ein US-amerikanischer Politiker der Demokratischen Partei und war zwischen 2014 und 2018 Bürgermeister von Tallahassee, der Hauptstadt des US-Bundesstaates Florida. Er unterlag bei der Wahl 2018 um das Gouverneursamt in diesem Bundesstaat.

## Werdegang
Gillum wurde in Miami geboren und wuchs mit sechs Geschwistern in einfachen Verhältnissen auf. Sein Vater arbeitete als Bauarbeiter, seine Mutter verdiente als Busfahrerin hinzu. Nach dem Besuch der Highschool schaffte er als erster in seiner Familie einen Abschluss am College. Im Anschluss zog er nach Tallahassee um und machte dort den Bachelor of Arts an der Florida Agricultural and Mechanical University. Während der Unizeit engagierte sich Gillum in einer Reihe von Studentenvereinigungen und begann sich für die Politik zu interessieren. Bereits 2003 kandidierte er erfolgreich für den Stadtrat von Tallahassee und wurde dort mehrfach wiedergewählt. In der Lokalpolitik setzte er sich unter anderem für Jugendarbeit und soziale Projekte zur Jugendförderung ein. 2013 spielte er eine maßgebliche Rolle bei der Verbesserung des Hochwasserschutzes.
Im April 2013 erklärte Gillum seine Kandidatur als Bürgermeister der Stadt für die Wahlen im Herbst 2014, die er dann auch gegen mehrere Mitbewerber gewinnen konnte. Sein neues Amt als Nachfolger von John Marks trat er am 21. November 2014 an. In den ersten Monaten seiner Amtszeit startete er diverse Initiativen zur Verbesserung der lokalen Infrastruktur und investierte in neue Bildungsprogramme. So wurde beispielsweise das Angebot an Schüler-Nachhilfen ausgeweitet. Außerdem setzte er sich als Bürgermeister für ein strikteres Waffenrecht in seiner Stadt ein und erhöhte die Polizeipräsenz vor Ort.
Gillum kündigte im April 2017 seine Kandidatur für das Amt des Gouverneurs von Florida bei der Wahl 2018 an. Gillum, der dem linken Spektrum der Demokraten zuzuordnen ist, machte eine Ausweitung des Krankenversicherungsschutzes im Rahmen von Medicare, die Bekämpfung Lobbyismus und Steuervermeidung, Umweltschutz und Investitionen in Bildung und Infrastruktur zu seinen Hauptthemen. Die Vorwahl der Demokraten konnte er am 28. August 2018 völlig überraschend für sich entscheiden. Dabei setzte er sich entgegen den meisten Umfragen gegen die favorisierte ehemalige Kongressabgeordnete Gwen Graham, den ehemaligen Bürgermeister von Miami Beach, Philip Levine, und den Geschäftsmann Jeff Greene durch. Gillum, der über deutlich weniger finanzielle Ressourcen als seine Konkurrenten verfügte, profitierte dabei insbesondere von einer starken Mobilisierung seiner Anhänger am Tag der Vorwahl. Insbesondere unter jungen Menschen konnte er mit seinem Wahlkampf für sich begeistern. Unter anderen sprach sich der frühere Präsidentschaftsbewerber und US-Senator Bernie Sanders aus Vermont für Gillum aus. Sein überraschender Erfolg wurde landesweit in US-Medien thematisiert und in Teilen als weiteres Indiz für einen Linksruck der Demokratischen Partei gewertet. Mit seiner Nominierung ist Gillum der erste Afroamerikaner, der sich für eine der beiden großen Parteien um das Gouverneursamt in Florida bewirbt. Bei der eigentlichen Gouverneurswahl am 6. November 2018 traf Gillum dann gegen den rechtsgerichteten Kongressabgeordneten Ron DeSantis von den Republikanern an. DeSantis wurde bei den republikanischen Vorwahlen von US-Präsident Donald Trump aktiv unterstützt. Diesen machte Gillum bisher kaum zum Wahlkampfthema, sprach Trump jedoch die Eignung für das Präsidentenamt ab. Wenige Tage nach seiner Nominierung wählte er den Unternehmer Chris King zu seinem Running Mate für das Amt des Vizegouverneurs aus. King war bei den demokratischen Vorwahlen selbst für den Gouverneursposten angetreten, erhielt jedoch nur etwas mehr als drei Prozent der Stimmen. Während des Hauptwahlkampfes gegen DeSantis erhielt Gillum Unterstützung von prominenten Demokraten wie dem früheren US-Präsidenten Barack Obama oder Ex-Vizepräsident Joe Biden.
Politische Beobachter stuften die Wahl als völlig offen ein. Mehrfach machte Gillums Gegenkandidat DeSantis nach der Vorwahl durch als rassistisch kritisierte Äußerungen und Verbindungen Schlagzeilen, darunter mit dem Satz, die Wähler sollten nicht mit der Wahl Gillums Florida „zum Affen machen“ (“monkey this up”). Gillum hielt nach den bisherigen Umfragen einen knappen Vorsprung gegen DeSantis. Gillum räumte nach einem deutlichen Rückstand am Wahltag seine Niederlage ein und kündigte an, weiterhin politisch engagiert bleiben zu wollen. Im Lauf der Auszählung der Stimmen insbesondere im demokratisch dominierten Broward County im Süden Floridas sank der vorläufige Rückstand Gillums auf 34.000 Stimmen (0,41 Prozentpunkte), sodass am 10. November eine Nachzählung der Stimmen angeordnet wurde. Die Nachzählung ergab keine wesentliche Änderung des Ergebnisses, sodass – anders als bei der zeitgleichen Senatswahl – keine weitere Nachzählung von Hand erfolgte und DeSantis’ Sieg zertifiziert wurde. Gillum behält sich allerdings vor, das Wahlergebnis gerichtlich anzugreifen.
Im Zuge der Gouverneurswahl hatte er 2018 auf eine zweite Kandidatur als Bürgermeister verzichtet, sodass er Ende November 2018 aus regulär aus dem Amt des Stadtoberhaupts ausschied.

## Privates
Gillum heiratete im Mai 2009 R. Jai Howard und hat mit ihr drei Kinder. Sie leben in Tallahassee.